# دیگو سونورا
دیگو سونورا (انگلیسی: Diego Soñora؛ زادهٔ ۱۷ ژوئیهٔ ۱۹۶۹) بازیکن فوتبال اهل آرژانتین است.
از باشگاه‌هایی که در آن بازی کرده‌است می‌توان به باشگاه فوتبال نیویورک رد بولز، اف‌سی دالاس، باشگاه فوتبال بوکا جونیورز، و باشگاه فوتبال دی‌سی یونایتد اشاره کرد.